# Zikkurat-Drauwelle
Zikkurat-Drauwelle, är ett jordkonstverk i floden Drau i dalen Rosenthal vid byn Selkach/Želuce i kommunen Ludmannsdorf i Kärnten i Österrike av tre bröder: konstnären Armin Guerino (född 1961), arkitekten Edmund Hoke (född 1956) och konstnären Tomas Hoke (född 1958).
Det genomfördes för kommunen Ludmannsdorf av kraftbolaget Draukraftwerken och Region Kärnten i samband med ett dammbygge i floden Drau och blev klart 2011.

## Bildgalleri

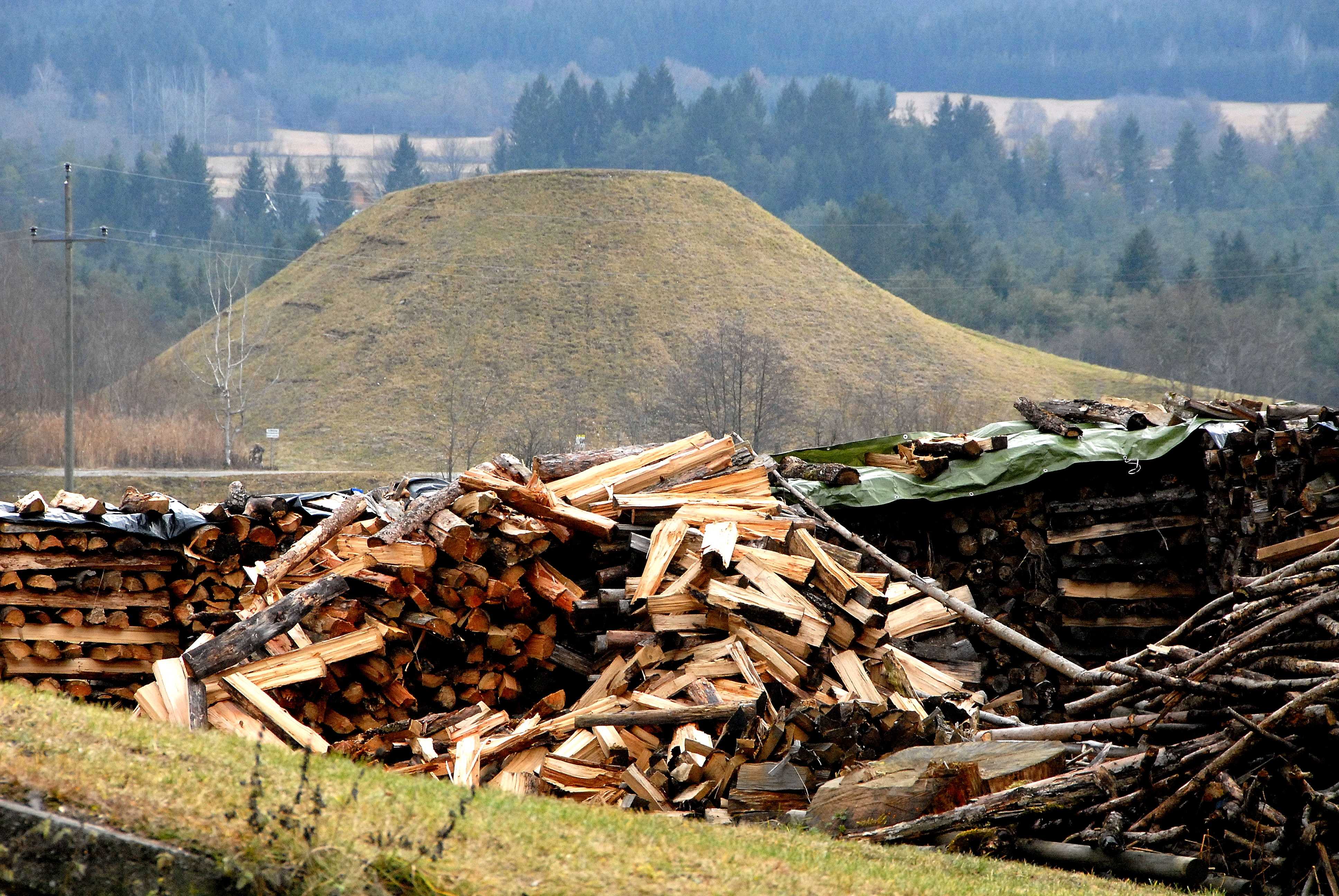
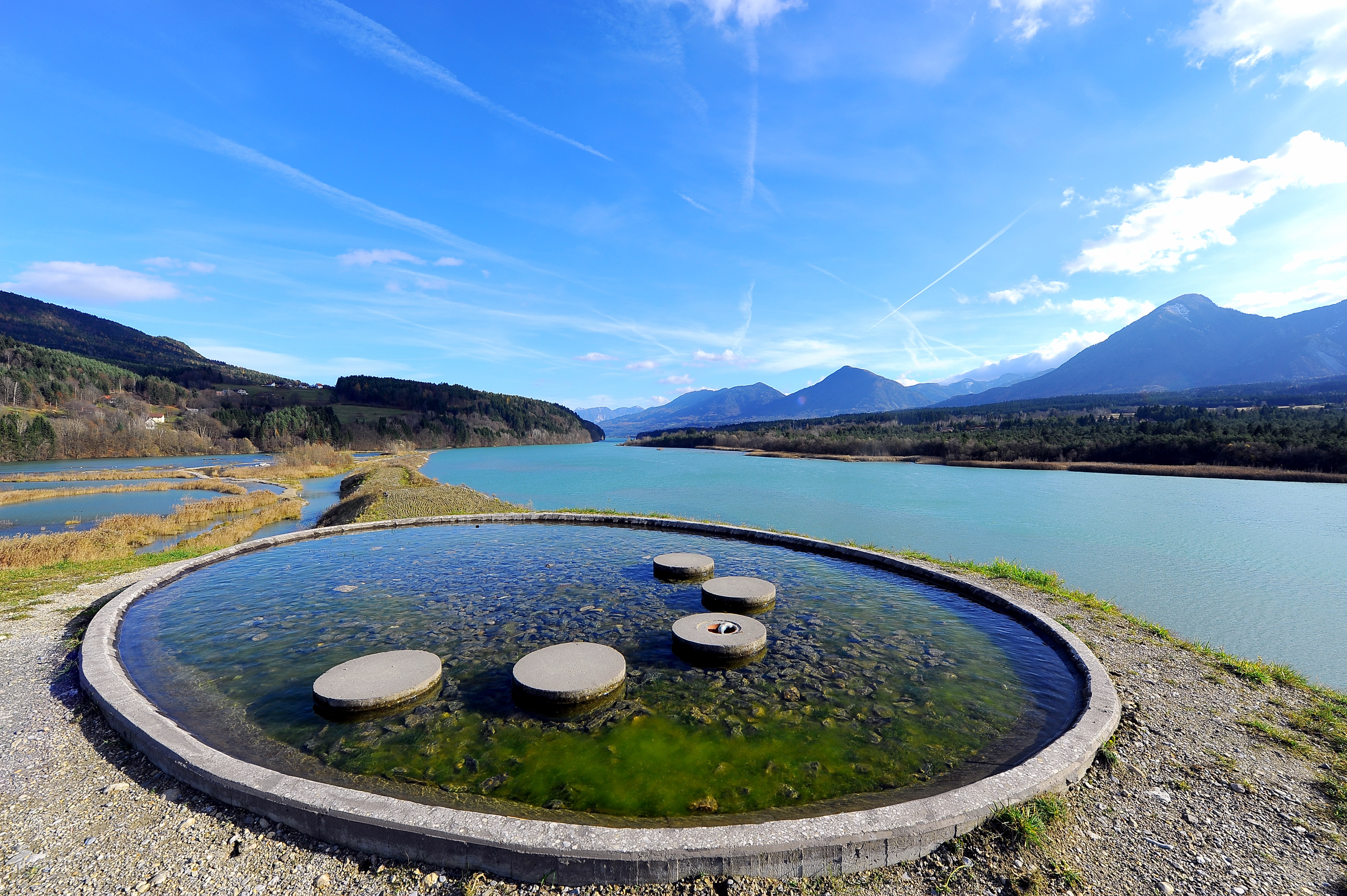
Toppen av konstverket och vy åt öster
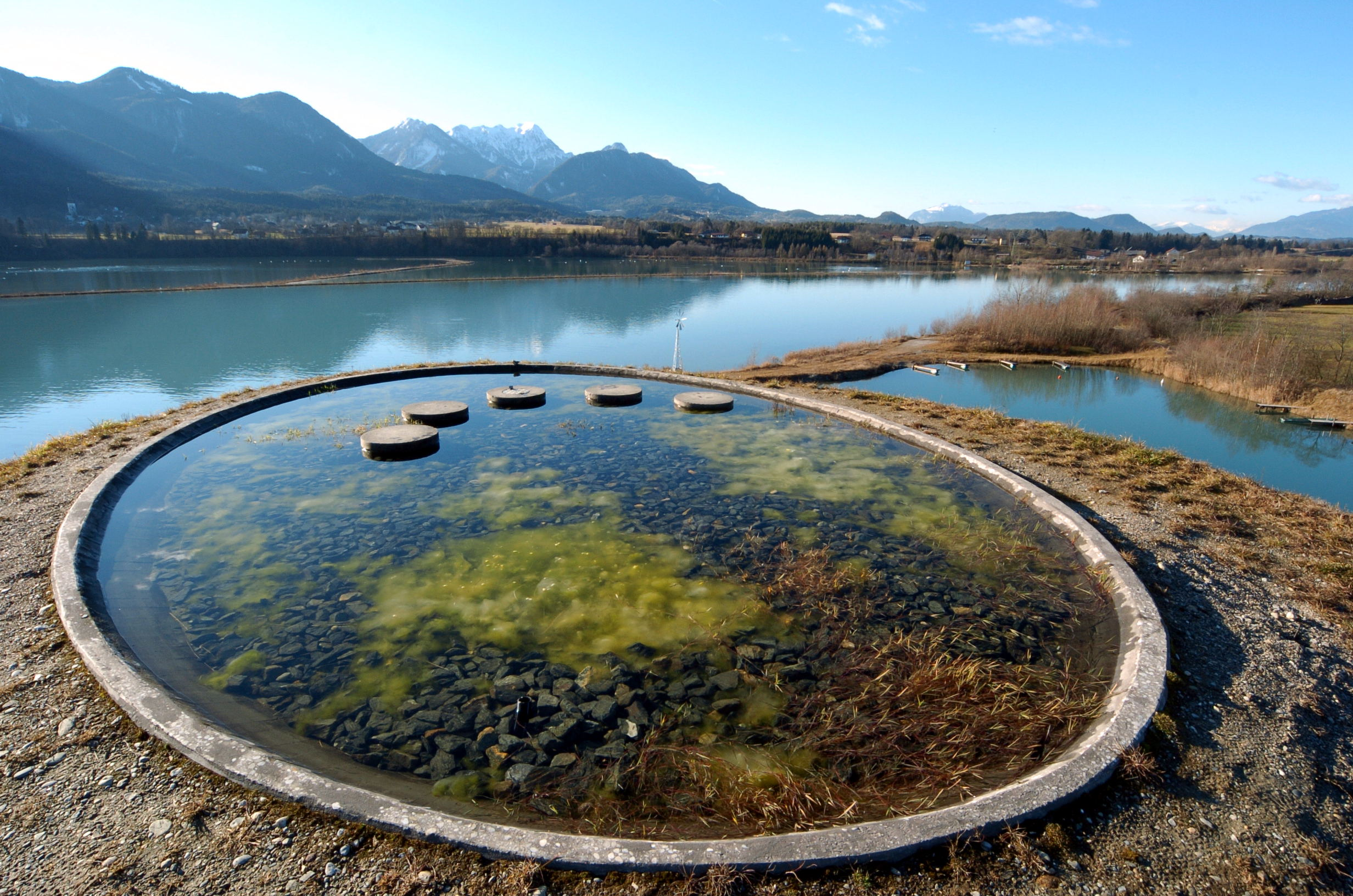
Toppen av konstverket och vy åt väster